# География Вануату

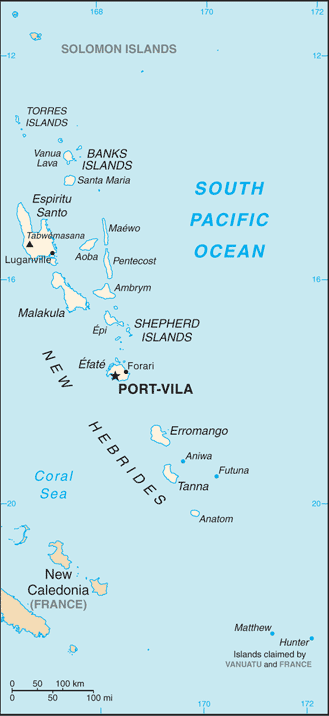
Карта Вануату

Государство Вануату, которое ранее называлось Новые Гебриды, находится в Океании, на одноимённом архипелаге Вануату, на котором расположено полностью. Официально самым южным островом страны является остров Анейтьюм, однако Республика оспаривает у Новой Каледонии более южные острова Матью и Хантер.

## Топография и геология

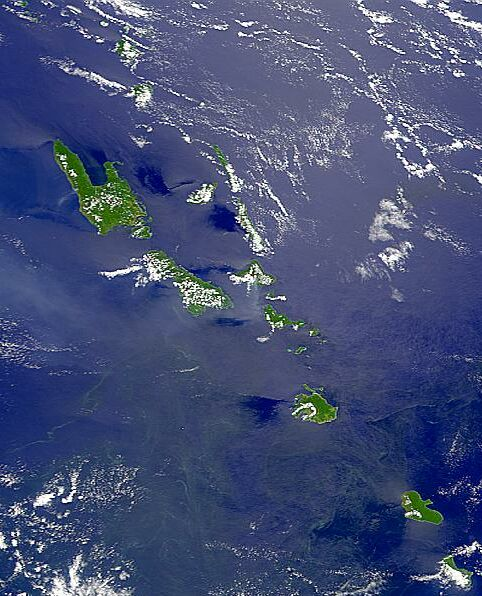
Архипелаг Вануату на снимках МКС

Архипелаг состоит из более чем 80 островов, из которых 65 населены, общая протяжённость береговой линии — 2500 километров. Горные острова с низкими прибрежными равнинами имеют вулканическое происхождение, а именно: формирование произошло в ходе четырёх основных этапов вулканической активности, вызванной движением литосферных плит в Тихоокеанском регионе. Соседние архипелаги — Соломоновы Острова и Новая Каледония также имеют схожее происхождение.
Самая высокая точка Вануату — гора Табвемасана высотой 1877 метров, расположена на острове Эспириту-Санту, крупнейшем в архипелаге (16°00′ ю. ш. 167°00′ в. д.).

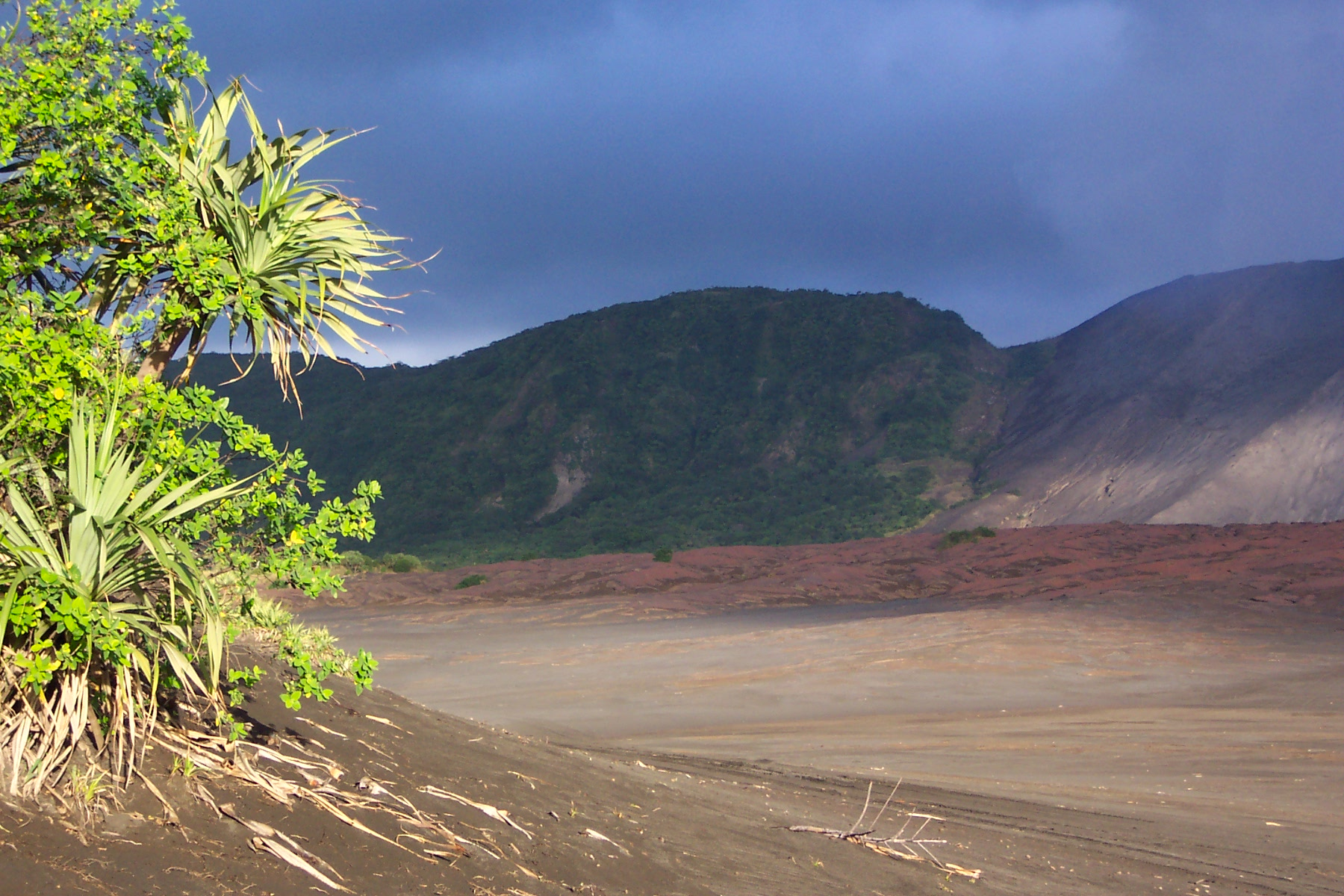
Равнина у вулкана Ясур

Острова Эпи и Тонгоа в группе Шеперд в прошлом представляли собой единый остров Куваэ (бисл.  Kuwae) (название было заимствовано из легенд островов, расположенных к юго-востоку от Эпи). Однако после крупного извержения одноимённого вулкана в 1452 году Куваэ был разрушен: в результате образовались два самостоятельных острова и крупная кальдера овальной формы (12 x 6 км). Это извержение, крупнейшее за последние 10 тысяч лет (в атмосферу было выброшено до 35 км³ вулканического материала), повлияло не только на географию и историю архипелага Новые Гебриды, но и оказывало воздействие на глобальный климат в течение нескольких лет.
Постоянно действующие вулканы привлекают туристов. Один из них — Ясур, расположенный на острове Танна (его высота достигает 365 м). Недалеко от него находится озеро Сиви, окружённое со всех сторон лавовыми долинами и вулканическим пеплом. Ясоур также считается одним из самых доступных для человека действующих вулканов мира, что несомненно, является толчком развития альпинизма. Согласно мифологическим представлениям местных жителей вулкан является домом мёртвых духов, поэтому это место является священным. так, потухший вулкан Аоба на одноимённом острове достигает высоты 1500 метров над уровнем моря. В его трёх кратерах расположены термальные озера, крупнейшим из которых является озеро Манаро.
Другим важным аспектом местной геологии являются береговые породы, которые сложены из цементировавшегося до каменного состояния раствора, образовавшегося из карбоната кальция ракушек и планктона. При этом затвердевает не только песок на берегу, но и другие предметы как, например, различное военное оборудование эпохи Второй мировой войны на мысе Миллион-Долларов (англ. Million dollar Point) на Эспириту-Санто
Почвы Вануату сформировались преимущественно из вулканической породы. Для большинства из них характерно высокое содержание вулканического пепла. Принято выделять три основных группы почв страны в зависимости от климатических условий: ферралитные почвы юго-восточных островов с влажным климатом, ферсиаллитные почвы северо-западных островов с более сухим климатом и андичные почвы высокогорий. Чем влажнее климат и чем моложе вулканический пепел, тем более андичны почвы.

## Флора и фауна

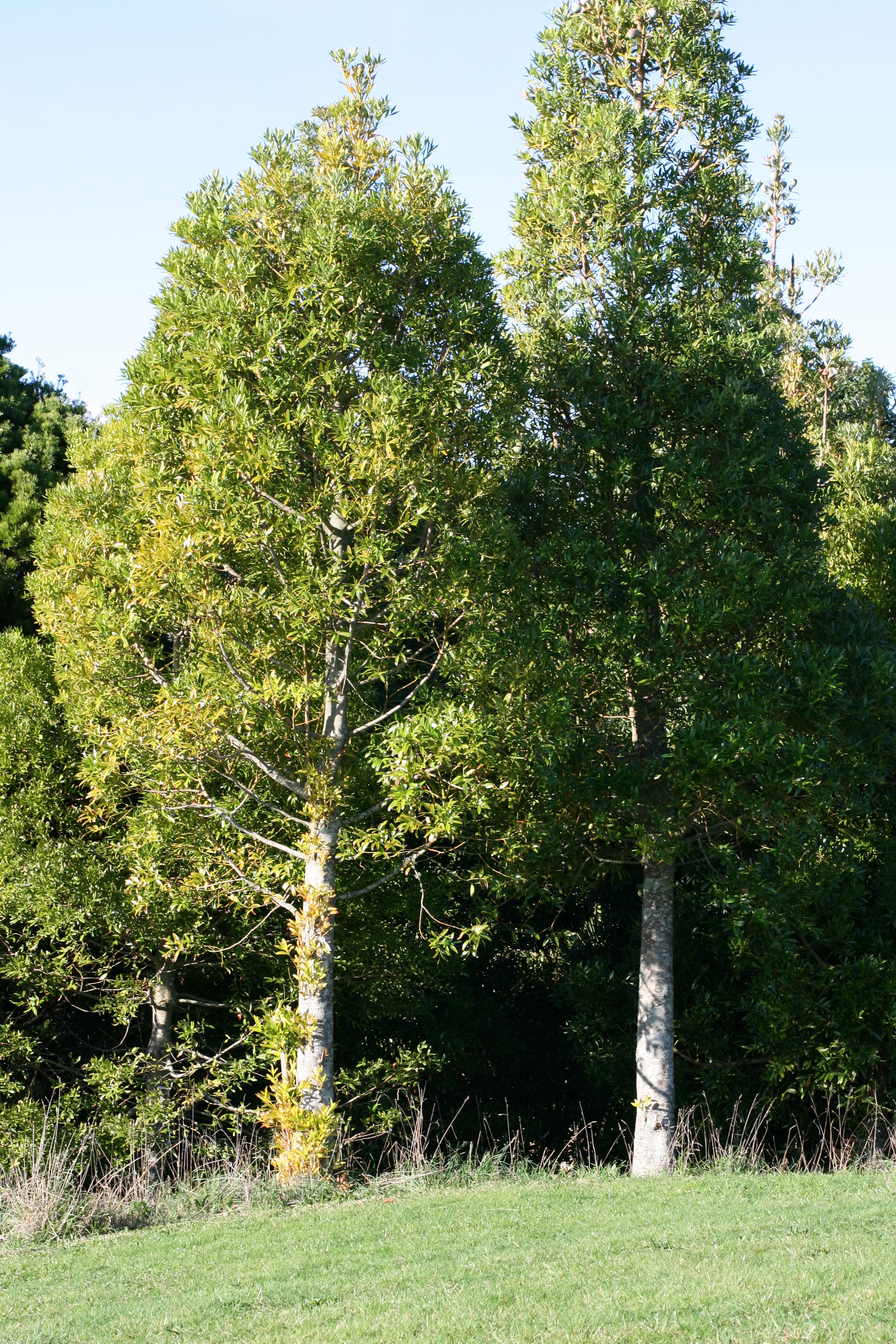
Одна из ценных древесных пород Вануату — дерево каури

На островах Вануату можно выделить несколько зон определённой растительности, разнообразие которых зависит, прежде всего, от высоты над уровнем океана, а также субстрата: леса долин, горные леса, сезонные леса, растительность на новой вулканической поверхности, прибрежная растительность и вторичная растительность.
Единственными млекопитающими Вануату являются 4 вида летучих лисиц и 8 видов насекомоядных летучих мышей, из которых 4 вида являются или эндемиками, или почти эндемиками. Длиннохвостый крылан (лат. Notopteris macdonaldi) и летучая лисица вида лат. Pteropus fundatus являются уязвимыми видами, а санта-крусский крылан (англ. Nyctimene sanctacrucis) считается вымершим.
Прибрежные воды очень богаты представителями морской фауны. На некоторых островах откладывают яйца морские черепахи. У берегов островов Амбаэ, Амбрим, Паама, Пентекост и Малекула плавают акулы, тем не менее, прибрежные воды безопасны для туристов, так как острова окружены окаймляющими рифами.
Основная часть флоры и фауны островов представляет собой завезённые Европейцами и Американцами «служебные виды» — ямс, таро, бананы, саговники, хлебное дерево, сахарный тростник, свиньи, собаки и домашняя птица, ананасы, авокадо, папайя, маниок и маис. Наиболее ценными породами деревьев являются каури и сандаловое дерево.

## Климат
Климат Вануату в основном тропический, но умеренный на юго — востоке с мая по октябрь вследствие длительных пассатов. Разрушительное воздействие на хозяйство страны оказывают ураганы, формирующиеся над Коралловым морем, лежащим к северо-западу от Вануату, которые имеют место с декабря по апрель, и вулканическая активность, иногда сопровождаемая землетрясениями.
На высоте примерно 500—600 м на юге и 200—300 м на севере архипелага в высокогорьях климат влажный с частыми туманами и осадками, превышающими 5000 мм в год.
С мая по октябрь (зимние месяцы) на Новых Гебридах дуют юго-восточные бризы. В результате наблюдаются солнечные дни и прохладные ночи. С ноября по апрель воздух очень влажный вследствие очень частых и сильных ливней. В это время года наблюдаются высокие температуры и частые циклоны. Среднегодовая температура во время сезона дождей на северных островах составляет 30 °C, в сухой сезон — около 20 °C. На южных островах среднегодовая температура варьирует от 29 °C до 17 °C. В столице государства, городе Порт-Вила, влажность во время сезона дождей может достигать 90 %. Во время сухого сезона — порядка 70-74 %.

## Природные ресурсы
Основными природными ресурсами являются древесина и рыба. В 1993 году 75 % поверхности островов были покрыты лесами, на 10 % приходились земли под сельское хозяйство и 2 % — на пастбища. До 1980-х годов на острове Эфате добывался марганец и золото в небольших количествах. У большинства населения островов нет доступа к чистой питьевой воде, поэтому правительство осуществляет её закупки за границей.